# Підземелля Ринку у Кракові

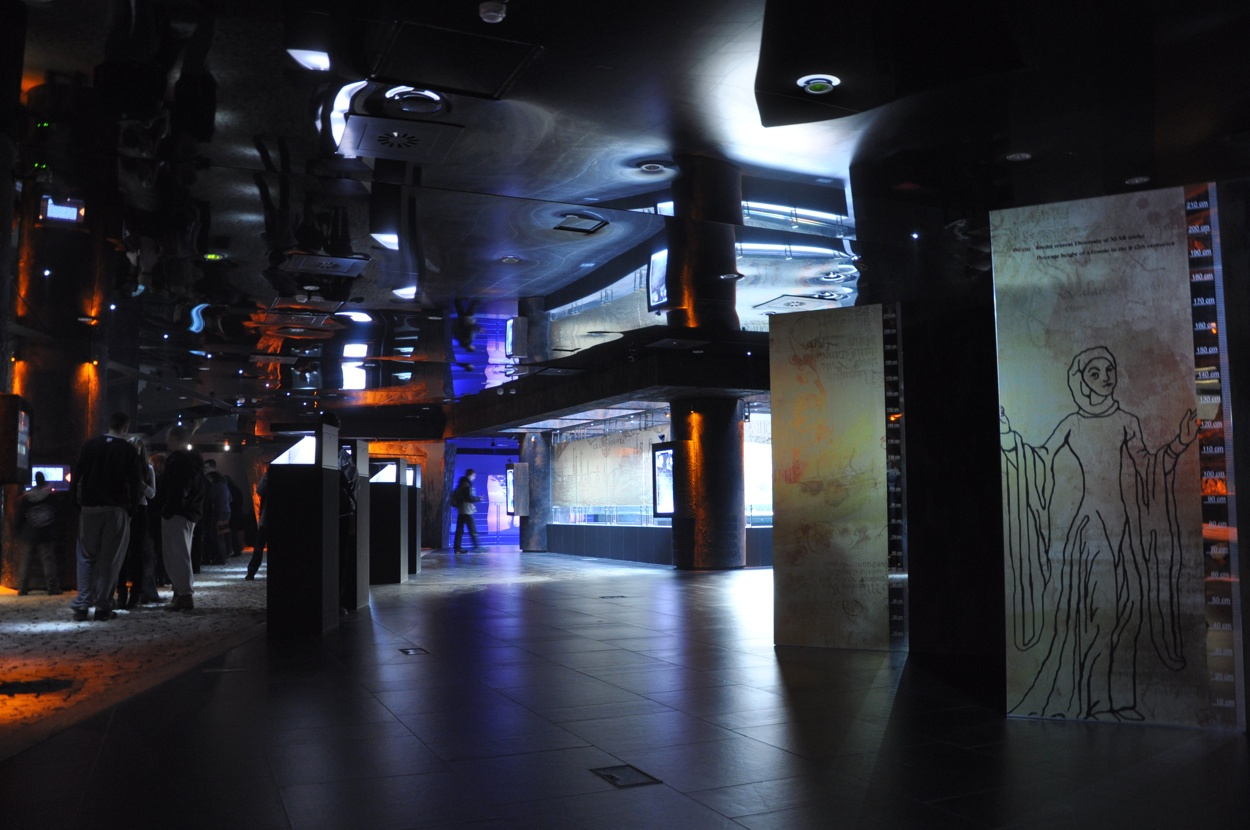
Підземелля Ринку

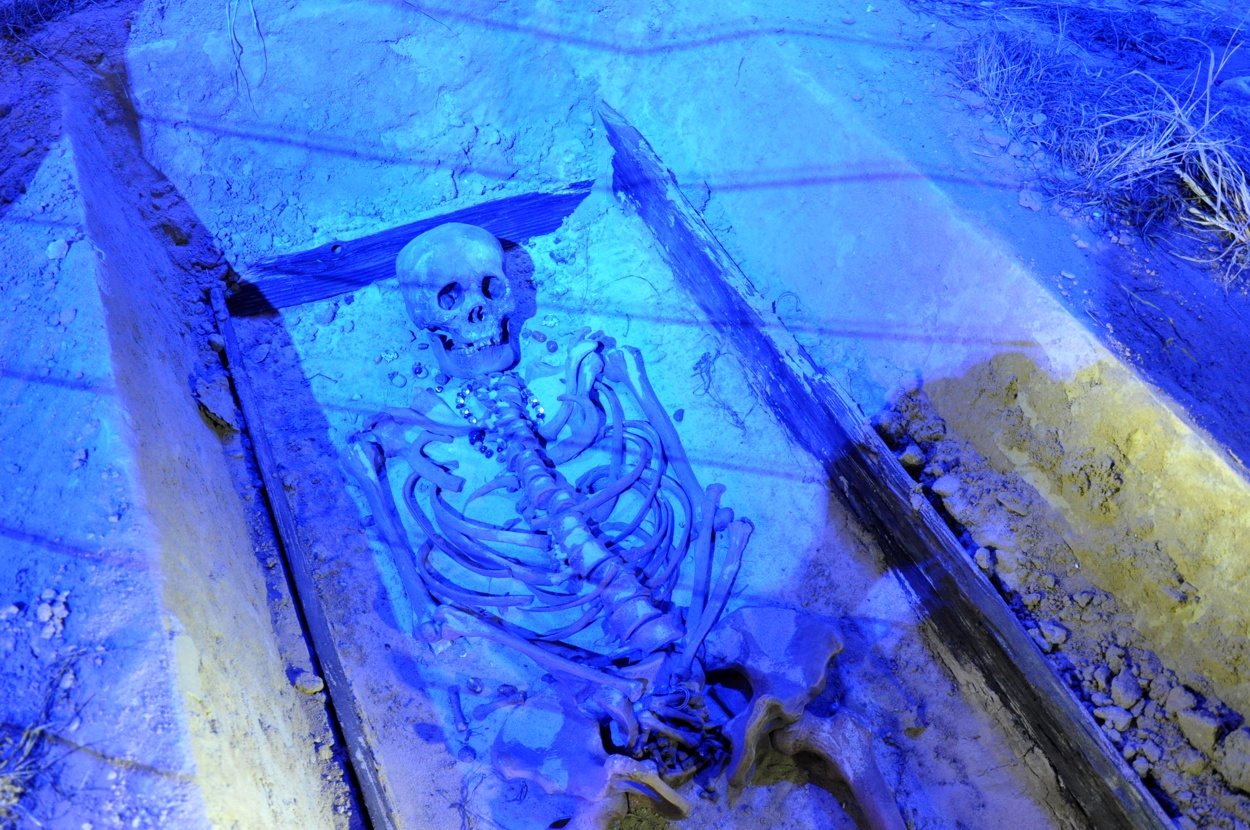
Кладовище

Підземелля Ринку у Кракові — це філія Музею Кракова, розташована під східною частиною Площі Ринок (Краків). Підземелля займає площу понад 6000 м², з них археологічний заповідник — майже 4000 м².

## Історія створення
Перші підземні роботи розпочалися в середині 2005 року. Вартість всієї інвестиції склала майже 38 мільйонів злотих. Спочатку відкриття музею було заплановане на 5 червня 2010 року, але завершення робіт було перенесено на 31 серпня 2010 року. Таким чином, офіційно музей було відкрито 24 вересня 2010 року. Роботи були профінансовані ЄС коштами з Європейського фонду регіонального розвитку в рамках Оперативної програми інноваційної економіки на 2007—2013 роки.
Архітектурний дизайн виставки створив проф. Анджей Кадлучка з командою Studio Archecon. Творцем виставкової концепції був доктор Цезарій Бусько. Маршрут облаштували Мечислав Білевський, Марцін П'єтух та Томаш Сальвєж.

## Експозиція
У підземеллі є як постійні, так і тимчасові виставки. Постійна експозиція під назвою «Сліди європейської ідентичності Кракова» була відкрита для відвідувачві за 3 дні після відкриття музею — 27 вересня 2010 року. Це мультимедійне видовище — подорож у часі, в якій можна відчути атмосферу середньовічної ринкової площі. Під час відвідування туристів супроводжують звуки суєти ринку або палаючих будівель. Було використано численні сучасні мультимедійні методи, наприклад, голографічні пристрої для презентації будівельних реконструкцій, які створюють атмосферу в музеї, яка б дозволила відчути себе у Кракові періоду близько семисот років тому. Окрім звичних експонатів, приблизно 600 моделей можна побачити в трьох вимірах на одному з 37 сенсорних екранів. У музеї також є дисплей з водяної пари і десятки екранів та проекторів.
Підземна виставка представляє як історію Кракова, так і висвітлює відносини міста з Ганзейською унією, а також демонструє комерційні та культурні центри середньовічної Європи. Представлені пам'ятки (монети XIV століття, кераміка, зразки орнаментів, середньовічні знаряддя праці, засоби гігієни віком близько 600 років) підтверджують багатовікову традицію торгівлі, що ведеться на Краківській площі, а збережені фрагменти бруківки свідчать про середньовічні технології будівництва доріг. Повсякденне життя Кракова задокументовано зібраними предметами: фігурками з глини, шкіряним взуттям, кістками, намистинами та медальйонами, а також татарськими наконечниками стріл. Там також представлений унікальний у світовому масштабі 693-кілограмовий комерційний свинець (т. зв. буханка, хліб).
Відвідувачі блукають під землею навколо Суконних рядів за допомогою скляних пандусів та мостів, підвішаних за збереженими середньовічними маршрутами, найстаріший з яких датується 11 століттям.
Постійна виставка включає, серед іншого:
- старий середньовічний водогін,
- перетин маршрутів прохідності,
- основні експортні товари Кракова,
- середньовічні тротуари Суконних рядів,
- реконструкцію ювелірної та ковальської майстерень XII століття,
- рештки спаленого поселення,
- модель міста XV століття,
- кладовище 11 століття,
- історіографію міста Кракова,
- голограми — будівлі ринку,
- реконструкцію середньовічного торгового салону,
- кінотеатри та кінозали,
- дитячу зону (ігрова кімната з театром Легенда про старий Краків).